# Federalne Ministerstwo Cyfryzacji i Modernizacji Państwa
Federalne Ministerstwo Cyfryzacji i Modernizacji Państwa (niem. Bundesministerium für Digitales und Staatsmodernisierung, BMDS) – resort rządu federalnego Niemiec odpowiedzialny za cyfrową transformację administracji publicznej, rozwój technologii informatycznych, wspieranie gospodarki cyfrowej oraz modernizację struktur państwowych. Ministerstwo koncentruje się na zwiększaniu efektywności administracji, rozwijaniu cyfrowych usług publicznych oraz wspieraniu innowacyjności z poszanowaniem zasad cyfrowej suwerenności.

## Historia
Utworzenie ministerstwa zrodziło się w kampanii CDU przed wyborami parlamentarnymi w 2025. Kandydat CDU na kanclerza Friedrich Merz zapowiadał reformę administracyjną, w ramach której kompetencje cyfrowe miałyby zostać wyodrębnione z dotychczasowego Federalnego Ministerstwa Transportu i Infrastruktury Cyfrowej.
Projekt przewidywał przejęcie przez nowy resort zadań związanych z cyfryzacją, które obecnie częściowo leżą w gestii Ministerstwa Spraw Wewnętrznych i dotychczasowego Ministerstwa Transportu i Infrastruktury Cyfrowej. Po wyborach CDU, CSU i SPD uzgodniły w koalicyjnym kontrakcie utworzenie tego ministerstwa jako odrębnego organu federalnego. Dokument koalicyjny stanowił, że powstanie ono jako samodzielne „Bundesministerium für Digitalisierung und Staatsmodernisierung” mające skoordynować działania cyfrowe państwa. Utworzenie ministerstwa wpisuje się w szerszą strategię biurokratycznej i administracyjnej reformy zakotwiczoną w umowie koalicyjnej.

## Zadania i kompetencje
BMDS realizuje politykę cyfrową i modernizacyjną w kilku kluczowych obszarach:
- koordynacja cyfryzacji administracji publicznej na poziomie federalnym,
- rozwój jednolitych standardów i platform cyfrowych dla państwa,
- wdrażanie narzędzi opartych na sztucznej inteligencji i rozwoju danych (data economy),
- redukcja biurokracji, usprawnienie procesów prawnych i uproszczenie usług dla obywateli i firm,
- wspieranie europejskich technologii w celu zapewnienia cyfrowej suwerenności,
- kształtowanie polityki międzynarodowej w zakresie regulacji cyfrowych.

Resort promuje podejście „Digital First” w administracji, dążąc do pełnej cyfryzacji usług publicznych oraz wdrożenia jednolitych rozwiązań infrastrukturalnych w całych Niemczech, w tym tzw. „Deutschland-Stack”. Kluczową rolę odgrywają takie rozwiązania jak cyfrowa tożsamość, portfele EUDI-Wallet, zautomatyzowane decyzje administracyjne czy bezwnioskowe świadczenia społeczne.
BMDS odpowiada również za modernizację prawa cyfrowego, ułatwienie przetwarzania danych niskiego ryzyka, rozwój kompetencji w zakresie AI i wdrażanie europejskich regulacji, takich jak AI Act i Data Act.

## Struktura i metody działania
Ministerstwo działa w oparciu o strukturę międzywydziałową, promując pracę zespołów interdyscyplinarnych i wykorzystywanie zwinnych metod zarządzania. W ramach zarządzania publicznego koncentruje się na redukcji zbędnych obowiązków dokumentacyjnych i wzmocnieniu elastycznych modeli pracy.
W zakresie infrastruktury cyfrowej BMDS nadzoruje przyspieszenie rozwoju sieci szerokopasmowych (w tym światłowodowych i 5G), wdrażając odpowiednie instrumenty prawne oraz zasady „Markt vor Staat”. Główne działania wspierane są przez programy inwestycyjne i uproszczenie procedur administracyjnych.

## Gospodarka cyfrowa i sztuczna inteligencja
BMDS wspiera rozwój niemieckiej gospodarki cyfrowej poprzez:
- budowę otwartych i interoperacyjnych infrastruktur chmurowych,
- wspieranie centrów kompetencji AI oraz bezpiecznych środowisk testowych,
- promocję otwartych danych i utworzenie instytucji powierników danych (Datentreuhandstellen),
- modernizację prawa ochrony danych w kierunku większej przejrzystości i proporcjonalności.

## Współpraca europejska i międzynarodowa
W polityce zagranicznej BMDS reprezentuje Niemcy w gremiach takich jak G7, G20, OECD, ONZ oraz Unia Europejska. Dąży do kształtowania otwartej, bezpiecznej i innowacyjnej przestrzeni cyfrowej opartej na wartościach demokratycznych. Wspiera ustanawianie wspólnych norm i standardów oraz strategiczne partnerstwa z krajami globalnego Południa.

## Lista ministrów
| Lp.                                           | Zdjęcie | Imię i nazwisko (partia polityczna) | Objęcie urzędu | Złożenie urzędu | Długość urzędowania | Rząd                       |
| --------------------------------------------- | ------- | ----------------------------------- | -------------- | --------------- | ------------------- | -------------------------- |
| Minister transportu i infrastruktury cyfrowej |         |                                     |                |                 |                     |                            |
| 1.                                            |         | Alexander Dobrindt (CSU) (ur. 1970) | 17 XII 2013    | 24 X 2017       | 1407 dni            | Trzeci rząd Angeli Merkel  |
| –                                             |         | Christian Schmidt (CSU) (ur. 1957)  | 24 X 2017      | 14 III 2018     | 141 dni             | Trzeci rząd Angeli Merkel  |
| 2.                                            |         | Andreas Scheuer (CSU) (ur. 1974)    | 14 III 2018    | 8 XII 2021      | 1365 dni            | Czwarty rząd Angeli Merkel |
| Minister cyfryzacji i transportu              |         |                                     |                |                 |                     |                            |
| 3.                                            |         | Volker Wissing (ur. 1970)           | 8 XII 2021     | 6 V 2025        | 1245 dni            | Rząd Olafa Scholza         |
| Minister cyfryzacji i modernizacji państwa    |         |                                     |                |                 |                     |                            |
| 4.                                            |         | Karsten Wildberger (CDU) (ur. 1969) | 6 V 2025       | nadal           | 105 dni             | Rząd Friedricha Merza      |